# Hebdomochondra armigera
Hebdomochondra armigera är en fjärilsart som beskrevs av Jacob Hübner 1827. Hebdomochondra armigera ingår i släktet Hebdomochondra och familjen nattflyn. Inga underarter finns listade i Catalogue of Life.